# Liyuu
Liyuu (Shanghái, China, 9 de enero de 1997) es una cantante y cosplayer china afiliada a HoriPro International y Lantis. Comenzando sus actividades como cosplayer antes de 2016 bajo el nombre artístico 黎狱 (pinyin: Lí yù), hizo su debut como músico en 2020 con el lanzamiento de su primer sencillo «Magic Words», cuya canción principal se usó como el tema de apertura de la serie de televisión de anime Hatena Illusion. Su música también ha aparecido en I'm Standing on a Million Lives. También es conocida por su papel de Keke Tang en Love Live! Superstar!!. Ella es apodada como «Li-chan» por sus compañeras de Liella.

## Biografía
Liyuu nació en Shanghái el 9 de enero de 1997. Desde temprana edad desarrolló un interés por el anime, particularmente después de ver series como Cardcaptor Sakura, Shugo Chara! y Reborn!. Durante sus años de secundaria, vio la serie K-On! y se interesó en el personaje Yui Hirasawa. Mientras investigaba sobre el anime, descubrió la práctica del cosplay, que inmediatamente le interesó. Al ingresar a la escuela secundaria, comenzó a participar en actividades de cosplay, con Yui como su primer personaje. Al principio, experimentó dificultades para prepararse para el cosplay ya que su escuela prohibía el uso de maquillaje, lo que la dejaba con poca experiencia en aplicárselo a sí misma. Luego comenzó a participar en varios eventos de cosplay en China, antes de asistir a su primer evento en el extranjero, apareciendo en Winter Comiket en Tokio en 2016. Sus actividades le ganaron seguidores en Japón, lo que eventualmente la llevó a tener más de 1 millón de seguidores en las redes sociales.
El interés de Liyuu en seguir una carrera musical comenzó en la escuela secundaria. Aunque originalmente no tenía la intención de convertirse en cantante, desarrolló un interés en la música de anime y cantaba esas canciones en privado. En la escuela secundaria, publicó varias canciones en el sitio web chino para compartir videos Bilibili. En 2019, cantó la canción "Polaris", que se usó como imagen de canción para el personaje Siren en el juego móvil Dragalia Lost. Luego se afilió a la agencia de talentos HoriPro International.

## Vida personal
Liyuu vive en Shanghái y visita Japón al menos una vez al mes para actividades artísticas y de cosplay.

## Discografía
| Título       | Detalles del álbum                                         | Posiciones | Posiciones    |
| Título       | Detalles del álbum                                         | JPN Oricon | JPN Billboard |
| ------------ | ---------------------------------------------------------- | ---------- | ------------- |
| Fo (u) r YuU | - Publicación: 9 de febrero de 2022 - Discográfica: Lantis | –          | –             |

## Filmografía

### Anime
2021
- Love Live! Superstar!!: Keke Tang[4]

2022
- Love Live! Superstar!! Season 2: Keke Tang